# Uchazeč o zaměstnání
Uchazečem o zaměstnání je fyzická osoba, která osobně požádá o zprostředkování vhodného zaměstnání Úřad práce, v jehož obvodu má bydliště, při splnění zákonem stanovených podmínek.

## Překážky
Uchazečem o zaměstnání se nemůže stát osoba, která:
- je v pracovněprávním vztahu nebo ve služebním poměru
- je osobou samostatně výdělečně činnou
- je společníkem nebo jednatelem, komandistou, členem dozorčí rady apod., pokud je za tuto pozici odměňován a výdělek přesahuje polovinu minimální mzdy
- je soudcem, poslancem nebo senátorem
- je osobou pečující o dítě
- je výdělečně činná v cizině
- je osobou soustavně se připravující na povolání
- je uznána dočasně neschopnou práce
- pobírá peněžitou pomoc v mateřství
- je invalidní ve třetím stupni
- vykonává trest odnětí svobody[2]

## Práva a povinnosti
Uchazeč o zaměstnání má právo:
- na zprostředkování zaměstnání
- na podporu v nezaměstnanosti
- na pracovní rehabilitaci, pokud je osobou zdravotně postiženou

Uchazeč o zaměstnání je povinen:
- poskytovat Úřadu práce potřebnou součinnost a řídit se jeho pokyny
- sdělit ÚP všechny potřebné informace spojené s vyhledáním vhodného zaměstnání
- oznámit ÚP výkon nekolidujícího zaměstnání
- nejpozději do 8 dnů oznámit ÚP změny skutečností rozhodných pro zařazení do evidence UOZ[3]